# کانال دم

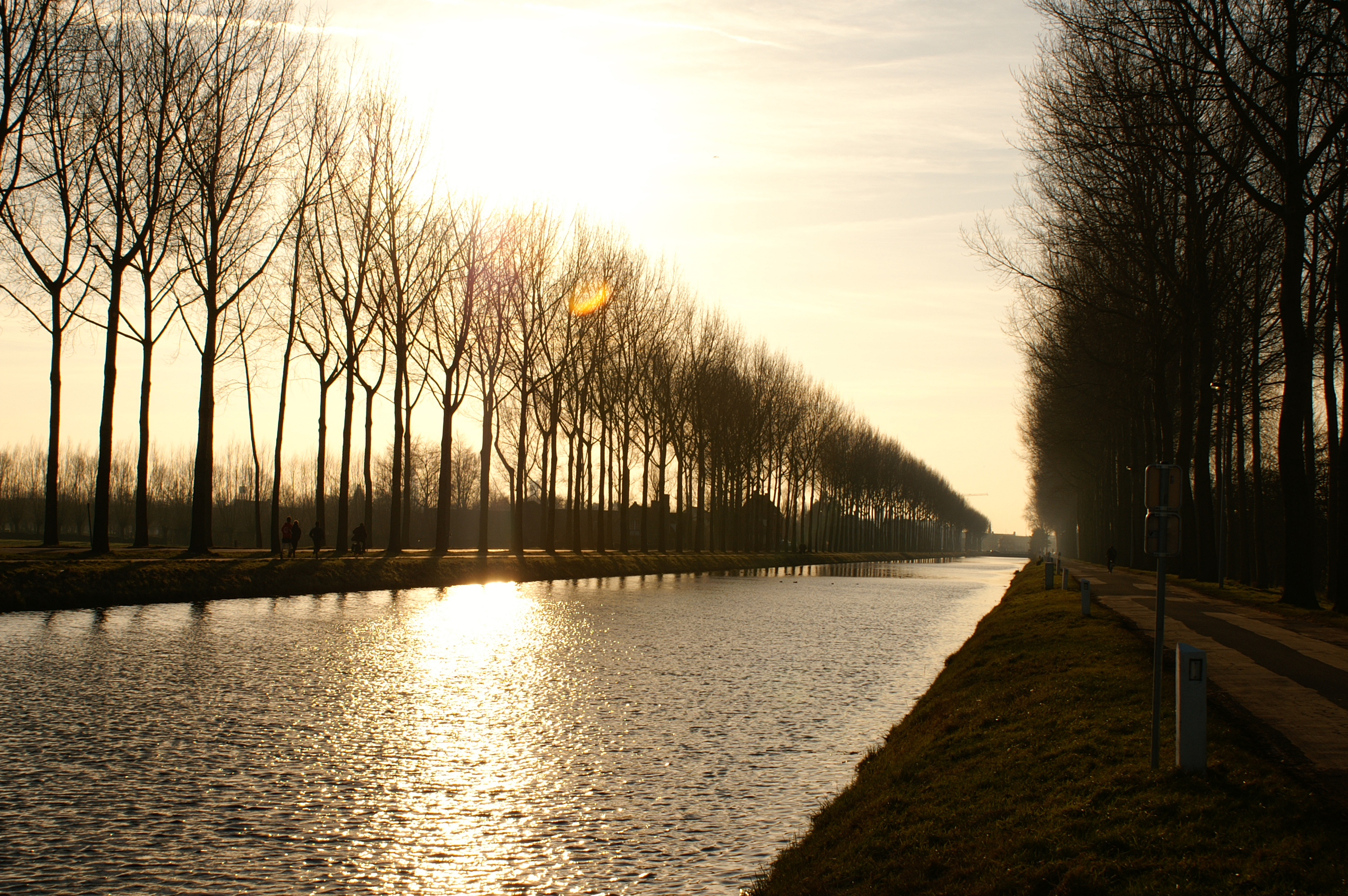
کانال دم در زمستان

کانال دَم یا کانال ناپلئون (زبان فرانسوی: Canal de Damme. زبان هلندی: Damse Vaart یا Napoleonvaart) یک کانال آبی‌ست که در بلژیک در استان فلاندر غربی واقع شده‌است.
این کانال ۱۵ کیلومتری بروخه با شهر مرزی Western Scheldt در اسلایس، هلند را به هم متصل می‌کند.
این کانال به دستور ناپلئون بناپارت برای مقابله در برابر هجوم نیروی دریایی پادشاهی بریتانیا و ایجاد شبکه حمل و نقل آبی بهینه ساخته شد.
این کانال قرار بود شهر بروخه را به دهانه رود اسخلده (Scheldt) در هلند متصل کند، اما با شکست ناپلئون در نبرد واترلو، این امر هرگز محقق نشد. پس از شکست ناپلئون استراتژی اولیهٔ کانال که مقابله با بریتانیایی‌ها بود از بین رفت.
کمی بعد، پادشاه ویلیام اول دستور داد تا ساخت کانال بروخه-اسلایس تمام شود، اما این پروژه تا دهه ۱۸۵۰ کامل نشد. در شهر دم، این کانال از کانال لئوپلد (Leopold) و کانال شیدونک (Schipdonk) عبور می‌کند. این دو کانال در سال‌های میانی قرن نوزدهم، پس از استقلال یافتن بلژیک در سال ۱۸۳۰، برای کاهش آسیب‌پذیری شبکه کانالی بلژیک از دخالت هلندی‌ها ساخته شدند.
در سال ۱۸۵۶ کانال برای حمل و نقل عمومی بازگشایی شد و اسلایس را به دریا مرتبط کرد.
در دم (بلژیک) کانال از Leopold Canal و Schipdonk Canal عبور می‌کند؛ که هر دو در میانه‌های سدهٔ ۱۹ حفر شدند.
کانال دم تا سال ۱۹۴۰ مورد استفاده بود. در این سال، ارتش فرانسه با تخریب سیستم سیفون کانال به حمل و نقل دریایی در کانال دم، پایان داد.